# This Is Acting
This Is Acting è il settimo album in studio della cantautrice australiana Sia, pubblicato il 29 gennaio 2016 dalla Monkey Puzzle e dalla RCA Records.
L'album ha ricevuto una candidatura ai Grammy Awards 2017 nella categoria miglior album pop vocale.

## Antefatti
Nel dicembre 2014 Sia ha rivelato di avere «due altri album completati e pronti ad essere pubblicati». Ha rivelato dettagli sull'album per la prima volta in un'intervista pubblicata da NME a febbraio 2015, definendolo «più pop» rispetto al materiale da lei precedentemente inciso. Ha anche rivelato che il successo di 1000 Forms of Fear e, in particolar modo, del suo singolo apripista Chandelier, l'ha incoraggiata a continuare a pubblicare nuovo materiale, e ha detto del titolo dell'album: «L'ho intitolato This Is Acting perché sono canzoni che stavo scrivendo per altri artisti, quindi non pensavo "questo è qualcosa che canterei". È simile alla recitazione. È divertente». La copertina del disco presenta il volto di Sia digitalmente alterato.

## Promozione
Il 7 settembre 2015 Sia ha rivelato che il primo singolo estratto dall'album, Alive, sarebbe stato pubblicato al termine del mese; uscito il 24 settembre, il singolo era stato originariamente composto per la cantante britannica Adele, la quale ha contribuito alla composizione ma lo ha rifiutato all'ultimo minuto. Il 2 novembre è stato rivelato che This Is Acting sarebbe stato pubblicato il 29 gennaio 2016, mentre due giorni più tardi è uscito per il download digitale il secondo singolo Bird Set Free, originariamente composto per il film Pitch Perfect 2 ma scartato dai produttori in favore di Flashlight di Jessie J; il brano fu proposto inizialmente a Rihanna e, in seguito al rifiuto della cantante barbadiana, è stato proposto ad Adele, la quale lo ha registrato per un possibile inserimento nel suo album 25, scartandolo all'ultimo momento.
Il 7 novembre Sia ha cantato dal vivo Alive e Bird Set Free durante la sua partecipazione al programma televisivo Saturday Night Live; Alive è stata nuovamente eseguita dalla cantante presso vari programmi televisivi come The Ellen DeGeneres Show, The Voice, e The X Factor.
Il 27 novembre 2015 è stato pubblicato per il download digitale il terzo singolo One Million Bullets, seguito il 17 dicembre da Cheap Thrills e il 7 gennaio 2016 da Reaper. Anche questi ultimi brani sono stati composti dalla cantante per Rihanna.
Il 21 gennaio 2016 la cantante ha reso disponibile per l'ascolto il sesto singolo Unstoppable.

## Accoglienza
This Is Acting ha ricevuto recensioni generalmente positive da parte dei critici musicali. The A.V. Club ha dato una recensione favorevole all'album, affermando che «C'è un chiaro tema qui, ed è l'emancipazione – dalla paura, dal dubbio e, soprattutto, dal sentirsi come se non fossi destinata a diventare una star».
Jon Pareles del New York Times ha dato all'album una recensione mista, scrivendo «In Alive, mentre ripete "Sto ancora respirando!" nel ritornello, fa sì che la sua voce si spezzi in un modo diverso ogni volta che canta, ma il successo di Sia come produttrice è diventato un trabocchetto: anche se lei e i suoi produttori ostentano la sua voce a più livelli e gli effetti sonori sferzanti, ci sono già così tanti inni di celebrazione della vittoria che offre rendimenti decrescenti, in particolare quando ascoltati come album».
Kathy Iandoli di Idolator è stato più positivo nei confronti dell'album, affermando che «sembra essere scesi a patti con i suoi demoni fastidiosi, poiché Sia mantiene la brutale onestà ammantata di musica cinematografica e mainstream – anche se attraverso canzoni che, come ben sappiamo, sono stati scritti per e rifiutati da altri artisti [...] La sua voce è così audace e bella che quando cerca di inserirsi in canzoni progettate per voci sottili (vedi Sweet Design), sembra una cantante d'opera in una sala da ballo.» Su un aspetto più personale, scrive «sembra che la carriera di Sia sia stata idilliaca fino ad ora per tutti tranne che per lei. Ha iniziato nel fantastico mondo indie, spostata verso la maestà pop di medio livello, ha preso una pausa per diventare una cantautrice di successo e poi scivola nello stato di quasi icona, ma quando vivi nella tua testa, niente di tutto ciò importa, ed è questo che rivela This Is Acting».
La rivista statunitense Billboard ha incluso l'album tra i migliori della prima metà del 2016, scrivendo che «Mentre altri artisti rabbrividiscono al pensiero di essere etichettati come un tutto esaurito, Sia celebra ciò e lo ha trasformato in un concept album».

## Tracce
1. Bird Set Free – 4:12 (Sia Furler, Greg Kurstin)
2. Alive – 4:23 (Sia Furler, Adele Adkins, Tobias Jesso Jr.)
3. One Million Bullets – 4:12 (Sia Furler, Jesse Shatkin)
4. Move Your Body – 4:07 (Sia Furler, Greg Kurstin, Daniel Møldrup)
5. Unstoppable – 3:37 (Sia Furler, Christopher Braide)
6. Cheap Thrills – 3:31 (Sia Furler, Greg Kurstin)
7. Reaper – 3:39 (Sia Furler, Noah Goldstein, Charles Napa, Dom Solo, Kanye West)
8. House on Fire – 4:01 (Sia Furler, Jack Antonoff)
9. Footprints – 3:13 (Sia Furler, Nikhil Seetharam, Josh Valle, Tyler Williams)
10. Sweet Design – 2:25 (Sia Furler, Mark Andrews, Desmond Child, Marquis Collins, Tim Kelley, Greg Kurstin, Joseph Longo, Bob Robinson, Robi Rosa)
11. Broken Glass – 4:24 (Sia Furler, Jesse Shatkin, Jasper Leak)
12. Space Between – 4:48 (Christopher Bride, Sia Furler)

Tracce bonus nell'edizione deluxe di Target
1. Fist Fighting a Sandstorm – 3:37 (Sia Furler, Jesse Shatkin)
2. Summer Rain – 3:34 (Sia Furler, Jesse Shatkin)

Tracce bonus nell'edizione giapponese
1. Alive (AFSHeeN Remix) – 3:16 (Sia Furler, Adele Adkins, Tobias Jesso Jr.)
2. Alive (Boehm Remix) – 3:50 (Sia Furler, Adele Adkins, Tobias Jesso Jr.)
3. Alive (Cahill Remix) – 4:18 (Sia Furler, Adele Adkins, Tobias Jesso Jr.)

Tracce bonus nell'edizione deluxe
1. Cheap Thrills (feat. Sean Paul) – 3:45 (Sia Furler, Greg Kurstin, Sean Paul)
2. The Greatest (feat. Kendrick Lamar) – 3:30 (Sia Furler, Greg Kurstin)
3. Confetti – 4:06 (Sia Furler, Christopher Bride)
4. Move Your Body (Alan Walker Remix) – 3:37 (Sia Furler, Greg Kurstin, Daniel Møldrup)
5. Midnight Decisions – 3:42 (Sia Furler, Christopher Braide)
6. Jesus Wept – 5:29 (Sia Furler, Samuel Dixon)
7. The Greatest – 3:30 (Sia Furler, Greg Kurstin)

## Successo commerciale
This Is Acting ha debuttato direttamente al vertice delle classifiche australiane e in breve tempo è stato certificato disco d'oro dalla ARIA. Negli Stati Uniti d'America ha invece debuttato al 4º posto della Billboard 200 con una vendita pari a 81 000 unità, divenendo la miglior vendita settimanale della cantante nel paese. Nella sua ventiseiesima settimana di presenza nella classifica statunitense, il disco è ritornato nella top ten, che non raggiungeva sin dal suo debutto, e con una vendita di 30 000 copie si colloca alla sesta posizione. Ciò è avvenuto anche grazie al successo del singolo Cheap Thrills che primeggiava la classifica dei singoli in quel periodo.
Al luglio 2017, l'album ha venduto un totale di circa 2 milioni di copie certificate in tutto il mondo, superando quindi il già elevato successo riscosso dal precedente album dell'artista.

## Classifiche

### Classifiche settimanali
| Classifica (2016)        | Posizione massima |
| ------------------------ | ----------------- |
| Australia                | 1                 |
| Austria                  | 9                 |
| Belgio (Fiandre)         | 11                |
| Belgio (Vallonia)        | 4                 |
| Canada                   | 2                 |
| Danimarca                | 11                |
| Finlandia                | 3                 |
| Francia                  | 3                 |
| Germania                 | 14                |
| Irlanda                  | 5                 |
| Italia                   | 13                |
| Norvegia                 | 1                 |
| Nuova Zelanda            | 5                 |
| Paesi Bassi              | 9                 |
| Polonia                  | 7                 |
| Portogallo               | 13                |
| Regno Unito              | 3                 |
| Spagna                   | 4                 |
| Stati Uniti              | 4                 |
| Stati Uniti (tastemaker) | 9                 |
| Svezia                   | 10                |
| Svizzera                 | 3                 |
| Ungheria                 | 33                |

### Classifiche di fine anno
| Classifica (2016) | Posizione |
| ----------------- | --------- |
| Islanda           | 67        |